# 28 벨로나

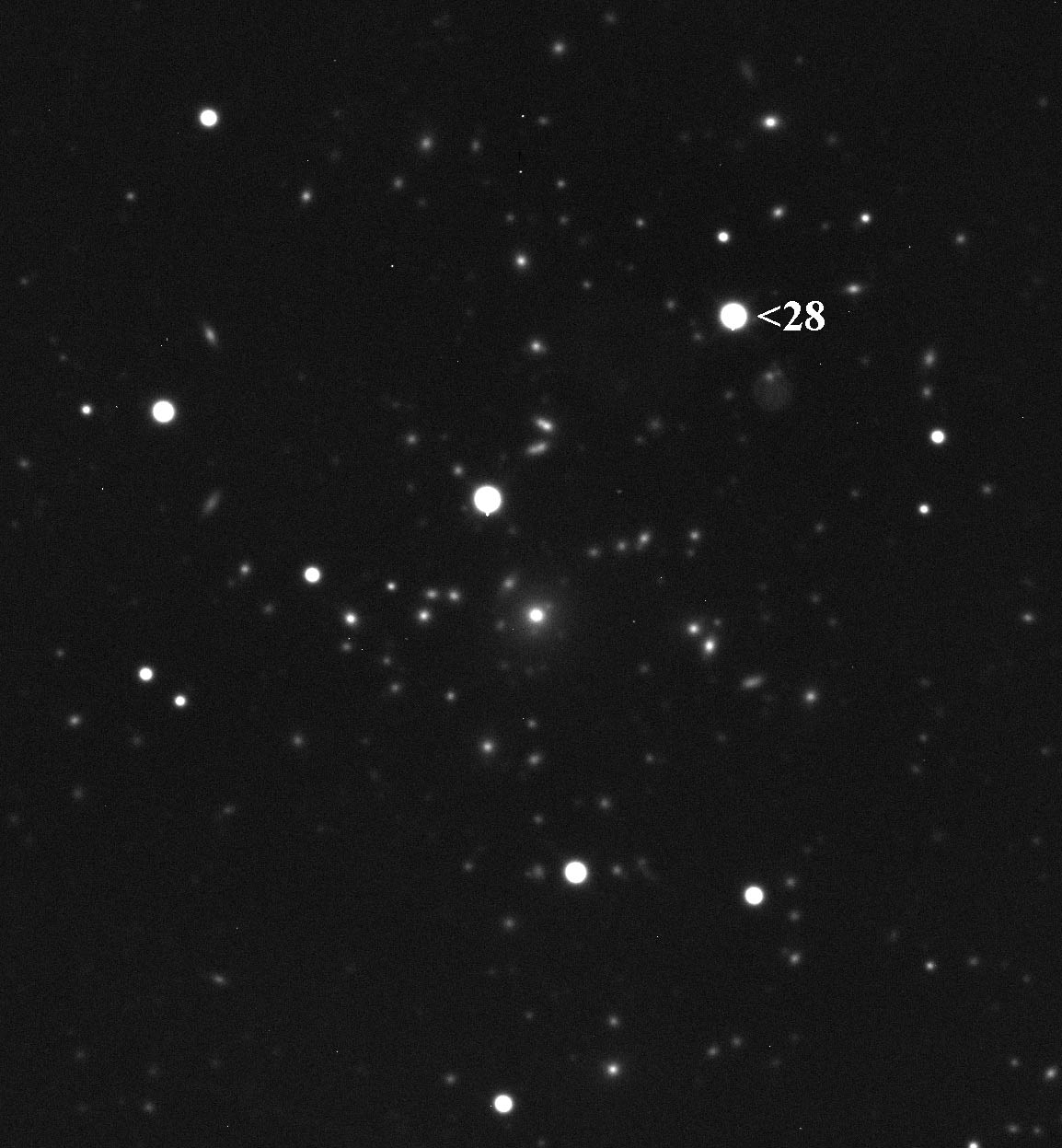

28 벨로나(28 Bellona)는 1854년 3월 1일 독일의 천문학자 R.루터에게 발견된  S형 소행성이다.
이름은 로마의 전쟁의 여신 벨로나의 이름을 따서 명명되었으며 단면 크기는 100-120km이다.